# George Barrow
George Barrow (* 21. September 1921 in New York City; † 20. März 2013 in West Village) war ein amerikanischer Jazzmusiker (Tenor- und Baritonsaxophon, auch Flöte, Klarinette).

## Leben und Wirken
Barrow wuchs in Staten Island und East Harlem auf. Er arbeitete zunächst auf der Post und dem Hafen und als Busfahrer und begann eine Karriere als Boxer bei Cus D’Amato. Mit 23 Jahren entschied er, Musiker zu werden und lernte als Autodidakt Saxophon und weitere Holzblasinstrumente zu spielen. Er spielte zunächst bei Willis Jackson und gehörte Mitte der 1950er Jahre zur Band von Charles Mingus; über den von diesem initiierten Jazz Composers Workshop stieß er zum legendären Tentett von Teddy Charles. 1957 leitete er mit David Amram ein Quartett, mit dem er ein Album einspielte. Dann stieß er zu Ernie Wilkins; weiter nahm er mit Big Maybelle, Gene Ammons, Etta James, Frank Wess, Clark Terry und Warren Smith auf. Zudem spielte er in den Bigbands von Reuben Phillips, Eddie Lockjaw Davis, Oliver Nelson, der ihn wegen seines präzisen Bariton-Spiels auch an seiner zentralen Produktion The Blues and the Abstract Truth beteiligte. Auch Avantgardisten wie Bill Dixon zogen ihn für ihre Aufnahmen heran; mit dem Jazz Composer’s Orchestra ist er auf Alben von Michael Mantler und Clifford Thornton zu hören. Als Brotjob spielte er im Ensemble des Apollo Theater; ab den 1970er Jahren konzentrierte er sich auf den Broadway.
Eric Barrow, der Herausgeber der Daily News Sunday Sports, ist sein Sohn.

## Diskographische Hinweise
Als Co-Leader
- The Amram-Barrow Quartet Jazz Studio Six (mit Arthur Phipps, Al Harewood; 1957)

Als Sideman
- Jazz Composers Workshop  (mit John LaPorta, Teo Macero, Mal Waldron bzw. Wally Cirillo, Rudy Nichols bzw. Kenny Clarke, 1954)
- Charles Mingus Mingus at the Bohemia (mit Eddie Bert, Mal Waldron, Willie Jones; Debut Records, 1955)
- Teddy Charles Tentet (mit Peter Urban, Don Butterfield, Gigi Gryce, J. R. Monterose, Mal Waldron, Jimmy Raney,  Teddy Kotick, Joe Harris; 1956)
- The Three Playmates (mit Jerome Richardson, Budd Johnson, Sam Price, Kenny Burrell, Joe Benjamin, Bobby Donaldson; Savoy Records, 1957)